# Platysenta rubrifusa
Platysenta rubrifusa är en fjärilsart som beskrevs av Druce 1908. Platysenta rubrifusa ingår i släktet Platysenta och familjen nattflyn. Inga underarter finns listade i Catalogue of Life.